# Fran Žižek
Fran Žižek , slovenski dramaturg, režiser, gledališki in televizijski ustvarjalec ter prevajalec, * 20. december 1914, Maribor, † 27. maj 2008, Medvode.

## Življenje in delo
Rodil se je očetu krojaču Francu in materi Barbari (rojen. Posl).
Žižek je po študiju v Pragi konec julija ali v začetku avgusta 1938 v Mariboru z brezposelnimi igralci in amaterji ustanovil Neodvisno gledališče in še isto leto v mesecu septembru prevzel umetniško vodstvo Mestnega gledališča Ptuj, kjer je deloval do leta 1940. Po končani 2. svetovni vojni je postal režiser v mariborski Drami (1945–1947) in ljubljanski Drami (1947–1951) ter 1951–1956 znova v Mariboru. Leta 1956 je pričel z delom na RTV Slovenija, najprej kot šef radijske režije, kasneje pa še na televizijski režiji.
Pisal je tudi dramaturške analize in različne članke o gledališču, katere je objavljal v Gledališkem listu ljubljanske in mariborske Drame. Prevajal pa je dela iz ruščine, med drugim Čudež v pustinji (Valentin Katajev) in češčine npr. Hajduk Janušik (Jiří Mahen).

## Odlikovanja in nagrade
Žižek je prejel dve državni odlikovanji:
- red dela s srebrnim vencem (1949)
- red dela z zlatim vencem (1975)
- Za svoje raznoliko režijsko delo je prejel številna priznanja, med drugim tudi dvakrat Prešernovo nagrado (1953 in 1979) in več Borštnikovih priznanj.
- kot upokojeni profesor TV režiije na AGRFT mu je UL podelila naziv zaslužni profesor (2003).